# كفر عان (إربد)
كفرعان منطقة سكنية تقع في لواء الوسطية، محافظة إربد في الأردن. تنتمي المنطقة للواء الوسطية الذي يضم 7 مناطق، ويبلغ عدد سكانها 2548 نسمة 1338 منهم ذكور و1210 اناث ويبلغ عدد الأسر في منطقة كفرعان 512 أسرة.

## الموقع
المعروفة بإحتوائها على مجسم البتراء ،يحد القرية من الشمال قرية قميم وقرية كفر رحتا، من الشرق قرية جمحه، من الجنوب قرية دير السعنه، ومن الغرب قرية حوفا الوسطية.